# Cyclax
Cyclax is een geslacht van kreeftachtigen uit de klasse van de Malacostraca (hogere kreeftachtigen).

## Soorten
- Cyclax spinicinctus Heller, 1861
- Cyclax suborbicularis (Stimpson, 1858)